# Cyrtandra conradtii
Cyrtandra conradtii är en tvåhjärtbladig växtart som först beskrevs av Rock (pro. sp..  Cyrtandra conradtii ingår i släktet Cyrtandra och familjen Gesneriaceae. Inga underarter finns listade i Catalogue of Life.